# Tancredi Pasero
Tancredi Pasero (Torí (Piemont), l'11 de gener, 1893 - Milà (Llombardia), 17 de febrer, 1983), va ser un cantant d'òpera italià (baix). És considerat, juntament amb Ezio Pinza i Nazzareno De Angelis, un dels tres baixistes destacats del segle xx.
Pasero va rebre la seva formació d'Arturo Pessina i va debutar el 1917 com a Ramphis a Aïda, i el 1918 va cantar Rodolfo a La sonnambula. El 1926 va debutar com a rei Felip a Don Carlo sota la direcció d'Arturo Toscanini a La Scala de Milà, per a la qual va fer un total de 435 representacions durant la seva carrera. El 1929 es va produir el seu debut a la Metropolitan Opera House, el 1931 a la London Covent Garden Opera i el 1935 a l'Òpera de París. Els altres papers a més de Pasero inclouen Don Basilio (El barber de Sevilla), Lothario (Mignon), Méphistophélès Faust, Fiesco (Simon Boccanegra), Walter (Luisa Miller), Ferrando (Il trovatore), Alvise (La Gioconda), Escamillio (Carmen), Sarastro (La flauta màgica), Assur (Semiramide) o els papers protagonistes a Boris Godunov i Mefistofele; com a papers de Wagner com Marke (Tristan und Isolde) i Gurnemanz (Parsifal). L'any 1951, als 58 anys, Pasero es va retirar dels escenaris i després va exercir de professor de cant.
Jürgen Kesting considera que Pasero va ser un "cantant central": La seva veu "era rica i plena, vibrantment intensa i inusualment extensa. Pasero va poder cantar tant Sarastro com Escamillio perquè el seu rang s'estenia des d'un E greu fins a un Fa sostingut sense esforç." Jens Malte Fischer fa un judici diferenciat sobre Pasero: "En comparació amb de Angelis, però, també cal afirmar el cant de Pasero. Quan un cop t'acostumes a la riquesa del corrent vocal, a la llarga sembla uniforme i monocrom, li falta l'art de la caracterització i la voluntat de diferenciar-se per donar als seus retrats de paper la nitidesa final del contorn, alhora que la plenitud vocal i les línies agradables el situen entre la resta de grans baixistes."